# Texelaar (schaap)

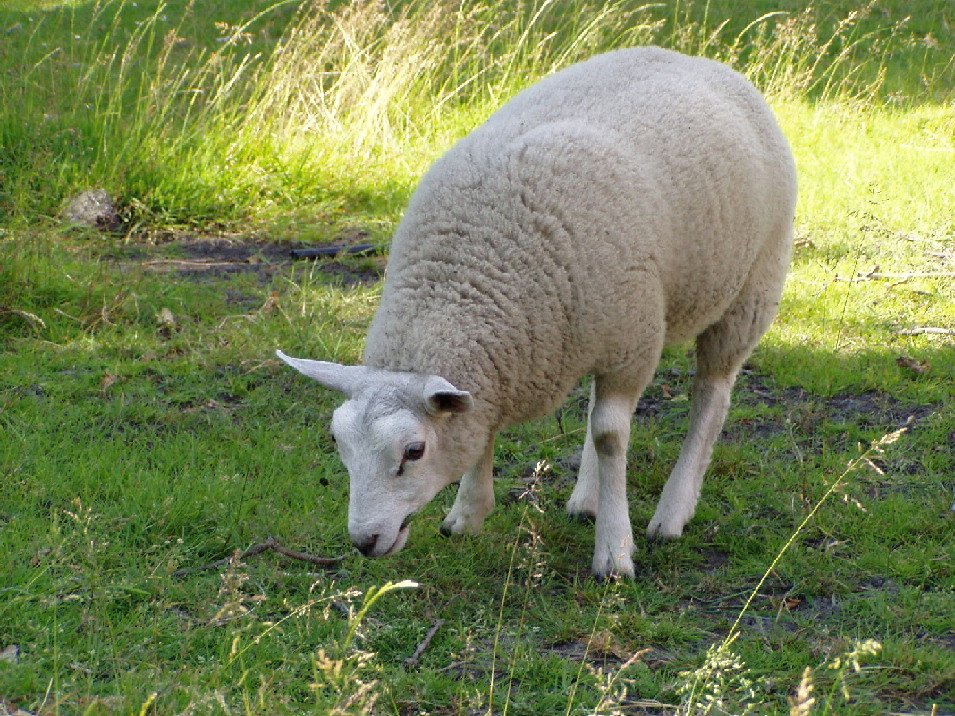
Jonge texelaar

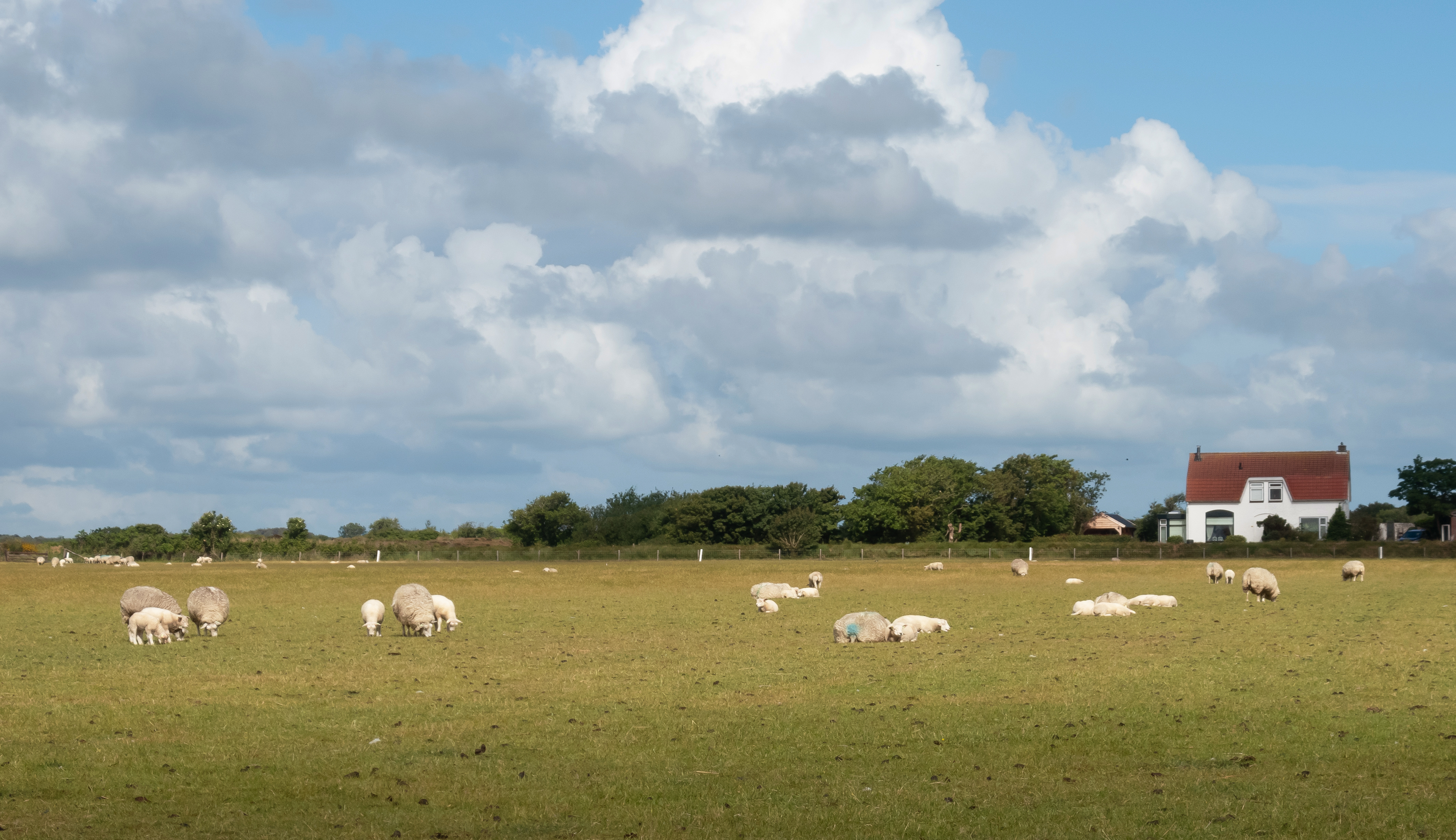
Schapen in de wei op Texel

De texelaar is een schapenras dat is voortgekomen uit het oorspronkelijke Texelse ras. In de tweede helft van de 19de eeuw is dit oude ras gekruist met een aantal Engelse rassen om een betere wol- en vleesopbrengst te krijgen. Hiervoor werden voornamelijk de Lincoln-, Leicester- en Wensleydaleschapen gebruikt. Zodoende werd een stabiel ras gekweekt met prima eigenschappen. Naast de witte texelaar is er ook een blauwe variant.

## Uiterlijk
De texelaar heeft een vrij gedrongen bouw en een bredere kop dan de Swifter. Hij heeft geen hoorns. De kop heeft fijn wit haar. Hij heeft sterke lendenen en ronde, gevulde dijen. De bewolling strekt zich uit over de gehele romp tot aan de keel. De voorpoten moeten flink bewold zijn, minimaal tot het midden van de "onderarm" en aan de achterpoten minstens tot het midden van de schenkel. Ook de staart is bewold, bij ooilammeren wordt deze vaak vlak na de geboorte gecoupeerd door middel van bijvoorbeeld een strak elastiek. Dit wordt gedaan opdat later, als het dier zelf moet lammeren, de staart niet in de weg zit. Bij deze soort is bij het lammeren nogal eens assistentie van de schapenhouder of veearts noodzakelijk. 
Ooien kunnen een gewicht van 70 à 80 kilogram bereiken bij een schofthoogte van circa 68 centimeter. De rammen bereiken zelfs een gewicht van 90 kilogram en een schofthoogte van 70 centimeter. De wolopbrengst bedraagt ongeveer 4 à 5 kilogram, er wordt één keer per jaar in de voorzomer geschoren. Ze lammeren niet gemakkelijk af.

## Voortplanting
Ze werpen gemiddeld twee lammeren per worp, slechts eenmaal per jaar. De mooiste tijd om te lammeren is heel vroeg in het voorjaar, maar een lam al voor de Kerst komt ook wel voor. Sommige ooien presteren het weleens om vier of vijf lammeren te werpen. Dan moeten ze uiteraard bijgevoerd worden en kan een lammerbar uitkomst bieden. De lammeren wegen ongeveer 4 à 5 kilogram. De draagtijd is vijf maanden min vijf dagen. De texelaar kan zich niet zo goed voortplanten omdat hij meer voor andere dingen wordt gebruikt.
De texelaar is in Nederland het meest voorkomende schapenras. Op het eiland Texel alleen al leven circa 14.000 schapen, ongeveer net zoveel als er mensen op het eiland wonen. In het voorjaar worden daar zo'n 11.000 lammetjes geboren.